# Tortoflabellum
Tortoflabellum is een uitgestorven geslacht van neteldieren uit de klasse van de Anthozoa (bloemdieren).

## Soort
- Tortoflabellum flemingi Squires, 1958 †